# After Hours (Remixes)
After Hours (Remixes) è il secondo EP del cantautore canadese The Weeknd, pubblicato il 3 aprile 2020 dalla XO e dalla Republic Records.

## Descrizione
Contiene i remix originariamente pubblicati nell'edizione deluxe dell'album After Hours con l'aggiunta di una nuova versione remixata di Heartless con il rapper statunitense Lil Uzi Vert.

## Tracce
1. Heartless (Remix) (featuring Lil Uzi Vert) – 3:20 (Carlo "Illangelo" Montagnese, Abel "The Weeknd" Tesfaye, Andre Eric Proctor, Leland Tyler Wayne, Symere Woods, Jason "DaHeala" Quenneville)
2. Blinding Lights (Chromatics Remix) (featuring Chromatics) – 4:21 (Max Martin, Oscar Holter, Abel "The Weeknd" Tesfaye, Jason "DaHeala" Quenneville, Nathaniel Stanton Miller, John David Padgett)
3. Save Your Tears (OPN Remix) – 3:40 (Max Martin, Oscar Holter, Abel "The Weeknd" Tesfaye, Ahmad Balshe, Jason "DaHeala" Quenneville, Daniel Lopatin)
4. Heartless (Vapor Wave Remix) (featuring Lil Uzi Vert) – 2:45 (Carlo "Illangelo" Montagnese, Abel "The Weeknd" Tesfaye, Andre Eric Proctor, Leland Tyler Wayne, Symere Woods, Jason "DaHeala" Quenneville)
5. After Hours (The Blaze Remix) – 3:58 (Jason "DaHeala" Quenneville, Mario Winans, Abel "The Weeknd" Tesfaye, Ahmad Balshe, Carlo "Illangelo" Montagnese, Guillaume Alric, Jonathan Alric)
6. Scared to Live (SNL Live) – 3:37 (Max Martin, Oscar Holter, Abel "The Weeknd" Tesfaye, Ahmad Balshe, Bernard J. P. Taupin, Daniel Lopatin, Elton John)

## Formazione
Musicisti
- The Weeknd – voce, tastiera e programmazione (eccetto traccia 2), cori (tracce 2, 3 e 6), basso, batteria e chitarra (traccia 6)
- Lil Uzi Vert – voce (tracce 1 e 4)
- Metro Boomin – tastiera e programmazione (tracce 1 e 4)
- Carlo "Illangelo" Montagnese – tastiera e programmazione (tracce 1, 4 e 5)
- Max Martin – basso, batteria, chitarra, tastiera e programmazione (tracce 2, 3 e 6)
- Oscar Holter – basso, batteria, chitarra, tastiera e programmazione (tracce 2, 3 e 6)
- Nathaniel Stanton Miller – batteria (traccia 2)
- John David Padgett – tastiera (traccia 2)
- Ruth Radelet – voce (traccia 2)
- Max Grahn – chitarra (traccia 3)
- Jason "DaHeala" Quenneville – tastiera e programmazione (traccia 5)
- OPN – sintetizzatore (traccia 6)

Produzione
- Illangelo – produzione e ingegneria del suono (tracce 1, 4, 5)
- Metro Boomin – produzione (tracce 1 e 4)
- The Weeknd – produzione (eccetto traccia 2)
- Dre Moon – coproduzione (traccia 1)
- Shin Kamiyama – ingegneria del suono (eccetto traccia 6)
- Dave Kutch – mastering (eccetto traccia 2)
- Kevin Peterson – assistenza al mastering (eccetto traccia 2)
- Max Martin – produzione (tracce 2, 3 e 6)
- Oscar Holter – produzione (tracce 2, 3 e 6)
- Johny Jewel – remix e missaggio (traccia 2)
- Michael Ilbert – ingegneria del suono (tracce 2 e 3)
- Sam Holland – ingegneria del suono (tracce 2 e 3)
- Cory Bice – assistenza tecnica (tracce 2 e 3)
- Jeremy Lertola – assistenza tecnica (tracce 2 e 3)
- Sean Klein – assistenza tecnica (traccia 2)
- Mike Bozzi – mastering (traccia 2)
- OPN – remix (traccia 3)
- Șerban Ghenea – missaggio (tracce 3 e 6)
- Jason "DaHeala" Quenneville – remix e missaggio (traccia 4), produzione e ingegneria del suono (traccia 5)
- Mario Winans – produzione aggiuntiva (traccia 5)
- The Blaze – remix e missaggio (traccia 5)
- Derek Brener – ingegneria del suono (traccia 6)